# Armadillo pelut andí
L'armadillo pelut andí (Chaetophractus nationi) és una espècie d'armadillo eufractí que habita Bolívia, a la regió del Puna i els departaments d'Oruro, La Paz i Cochabamba. Nowark (1991) diu que també s'estén pel nord de Xile. Una publicació més recent de Pacheco et al. (1995) afirma que també viu al Perú. Era perseguit per a construir amulets i sobretot el charango, cosa que el va posar en perill d'extinció, així que ara l'instrument musical es confecciona a partir de fusta. A l'hivern és diürn i a l'estiu, nocturn.